# 말버라 공국
말버라 공국(Principality of Marlborough)은 1993년 건국된 단명 마이크로네이션이다. 오스트레일리아 퀸즐랜드주에 있는 말버라에 건국되었으며 농부인 조지 머헤드가 왕비로 있다.